# Isoglossa woodii
Isoglossa woodii är en akantusväxtart som beskrevs av C. B. Cl.. Isoglossa woodii ingår i släktet Isoglossa och familjen akantusväxter. Inga underarter finns listade i Catalogue of Life.

## Bildgalleri

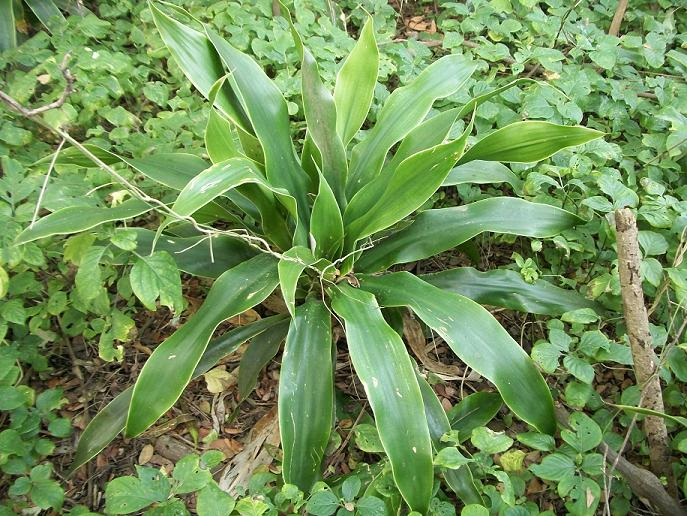
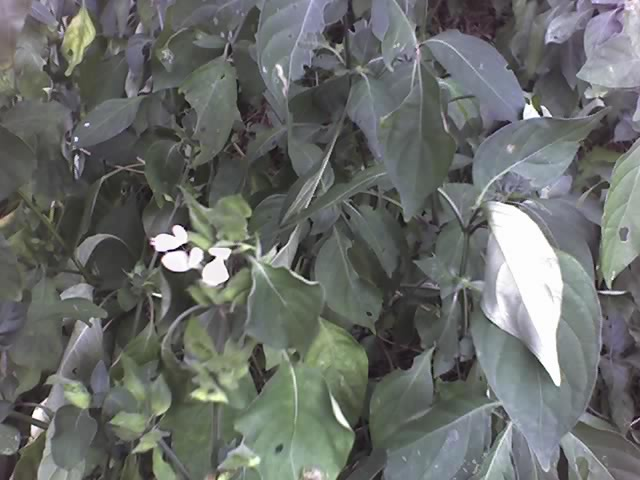
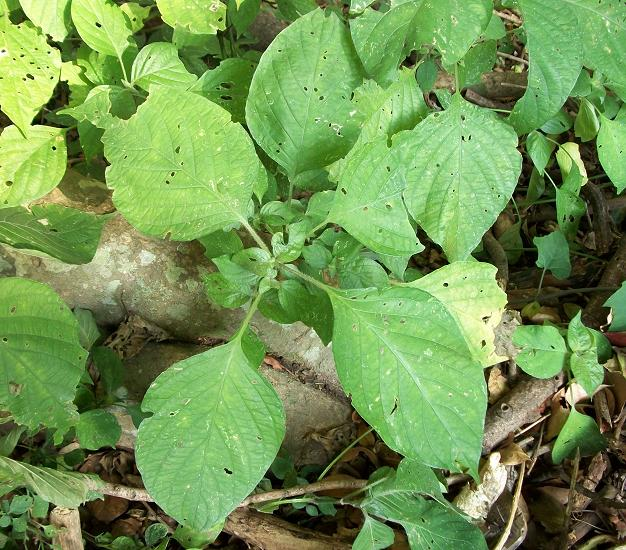
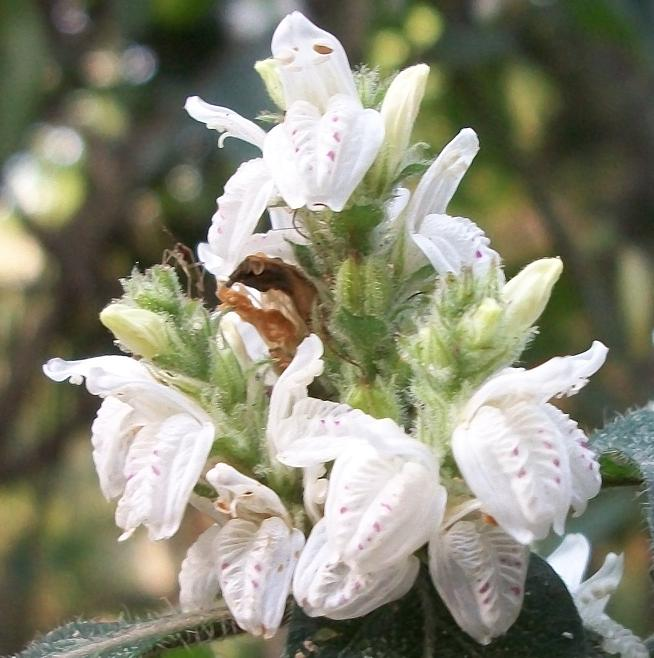
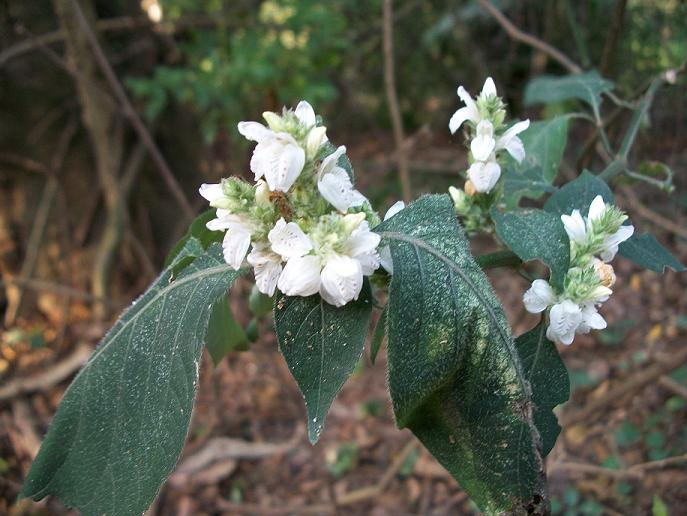
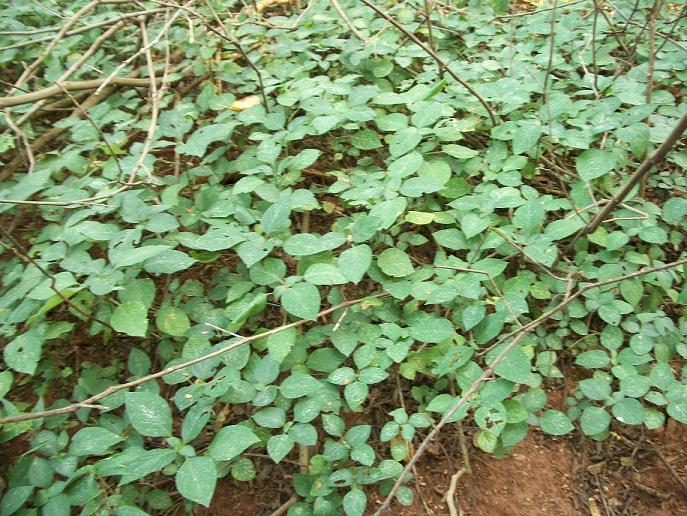